# Phin Hai
Phin hai (Thai: พิฌไห) ist ein Satz von zwei oder drei unterschiedlich großen Keramiktöpfen, deren Öffnung mit einem dicken Gummiband quer durch die Mitte bespannt ist und die im Nordosten Thailands, in der Region Isan, wie ein Membranophon mit der Hand geschlagen werden. Die 1979 eingeführte, aber heute nur selten verwendete phin hai produziert dumpfe, tief klingende Töne, die mehr rhythmisch als melodisch zur Begleitung von Liedern in einem pong lang-Ensemble dienen. 
Namensgebend für das Ensemble ist das Xylophon pong lang. Weitere Instrumente dieses Ensembles, die zur Musiktradition des Isan gehören, sind die Mundorgel khaen, die gezupfte Langhalslaute phin und die lange, sanduhrförmige Trommel klong yao. Zu den neu eingeführten Instrumenten gehört außer der phin hai eine zu einem E-Bass modifizierte phin.
Einige der Melodien stammen aus dem khaen-Repertoire, andere wurden eigens für dieses Ensemble komponiert. Das pong lang-Volksmusikensemble steht für eine positive Ausstrahlung und kulturelle Identität der Isan sprechenden Bevölkerung der Region und ist bei Familienfeiern, sonstigen Festveranstaltungen und bei Touristenaufführungen beliebt.